# 松元克央
松元 克央（まつもと かつひろ、 1997年2月28日 - ）は、福島県生まれで東京都葛飾区育ちの日本人男子競泳選手。身長187センチメートル。2019年世界水泳選手権でオリンピック・世界水泳選手権を通じて、日本競泳男女史上初の200m自由形メダリストとなった。愛称は「カツオ」。パリオリンピック日本代表。
100m自由形（47秒85）、200m自由形（1分44秒65）の日本記録保持者である。
妻は寺村美穂。

## 経歴
母親の実家があった福島県いわき市で出生し、東京都葛飾区で育つ。なお本人は自身の出身地をいわき市としている。
葛飾区立東水元小学校、葛飾区立常盤中学校、千葉商科大学付属高等学校、明治大学政治経済学部卒。
兄がスイミングスクールに通っていたことから水泳を始め、当初父親は野球をやらせるための基礎体力作りを考えていた。少年時代は葛飾区の金町スイミングクラブで練習を積んでいた。
高校1年のとき、セントラルスポーツへ移籍。高校3年の2014年8月、インターハイの100m自由形・200m自由形の両種目で優勝。ジュニアパンパシフィック選手権で200m自由形3位、400mリレー2位、800mリレー2位などの成績を収めた。10月、長崎国体の少年男子A100m自由形、50m自由形で優勝。
大学1年の2015年、ユニバーシアードの男子4×200mリレーで3位を獲得。2016年、世界短水路選手権の男子4×200mフリーリレーに小堀勇氣・瀬戸大也・天井翼とともに出場し、6分53秒54の日本記録を樹立し、銅メダルを獲得した。
2017年2月から鈴木陽二に師事する。4月、日本選手権の100m自由形と200m自由形でともに3位入賞し、初めて世界水泳選手権日本代表に選出される。8月、ユニバーシアード男子4×200m自由形リレーで金メダルを、男子4×100mメドレーリレーで銅メダルを獲得した。9月、インカレ100m自由形で2位を取るなどの成績を残し、明治大学はインカレ3連覇を達成した。
2018年4月、日本選手権の200m自由形で優勝、100m自由形で3位となった。8月、パンパシフィック水泳選手権で400mリレー・800mリレーの2種目で銅メダルを獲得。2018年アジア競技大会では400mリレー・800mリレーで2冠を達成し、200m自由形で銀メダルと個人種目でもメダルを獲得した。9月、第73回国民体育大会成年男子100m自由形・4×50mフリーリレーで優勝。
2019年4月、日本選手権の200m自由形で優勝、世界選手権代表となる。5月、ジャパンオープンの200m自由形で1分46秒62のタイムで優勝。7月、世界水泳選手権の200m自由形で1分45秒22のタイムを記録し日本新記録を更新、オリンピック・世界水泳選手権通じて日本競泳史上初の200m自由形で銀メダルを獲得した。8月、FINA競泳ワールドカップ東京大会の200m自由形に出場し、1分47秒95のタイムで4位だった。10月、日本短水路選手権の男子200m自由形で、1分42秒41のタイムを記録し、短水路においても日本記録を更新し優勝した。
2020年1月、千葉県新年フェスティバル水泳競技大会（短水路）の200m自由形、1500m自由形、100m個人メドレーなどでは記録を残せなかったが、400m自由形で日本記録を樹立。北島康介杯の男子200m自由形で1分45秒82のタイムで優勝。3月に東京オリンピックの延期が決定されるなど新型コロナウイルスの流行のなか、2月のきららカップ、8月の千葉県公認記録会、9月の千葉県選手権など地方大会で結果を残している。10月、日本短水路選手権の200m自由形で1分42秒10のタイムを記録、前回大会で自身が記録した日本記録を更新した。100m自由形でも自己ベストとなる46秒94で優勝した。12月、日本選手権の200m自由形で1分46秒10のタイムで3連覇を達成、400m自由形では3分49秒52のタイムで初優勝した、100mバタフライでも51秒66のタイムで優勝した。
2021年1月、北島康介杯の200m自由形で1分45秒13のタイムを記録し、日本新記録を更新して優勝、100m自由形でも48秒58で優勝。2月、ジャパンオープン(2020)200m自由形で1分46秒82のタイムで優勝。4月、日本選手権の200m自由形で1分44秒65のタイムを記録、自身の持つ日本記録を更新、初のオリンピック代表入りを果たした。100m自由形は中村克に次ぐ2位だった。6月、ジャパンオープン(2021)の100m自由形では48秒47で優勝、200m自由形では1分46秒17で優勝。
2021年、初出場となる2020年東京オリンピックでは、競泳男子200m自由形予選でタイム1分46秒69で5組5位となり準決勝には進出できなかった。また競泳男子800mリレーに柳本幸之介、萩野公介、高橋航太郎と出場したが予選でのタイムが7分9秒53で全体の12位となり決勝には進出できなかった。また混合400mメドレーリレーには小西杏奈、佐藤翔馬、池江璃花子とともに出場し、第3泳者（バタフライ）を務め、予選で3分44秒15で全体の9位となり決勝には進出できなかった。
五輪後は1ヶ月近くプールに入らなかったが、9月に練習を再開、10月、日本短水路選手権の200m自由形では1分42秒33で優勝。11月、日本社会人選手権の200m自由形で1分47秒55で優勝。
2022年3月、国際大会日本代表選考会の100m自由形では48秒57で1位、200m自由形では1分46秒14の記録で1位、100mバタフライで水沼尚輝に次ぐ51秒18の記録で2位に入り、世界選手権・アジア大会の代表に決定した。4月1日付けで所属をセントラルスポーツからミツウロコグループホールディングスへ変更、鈴木陽二の元も離れた。4月末から5月の日本選手権の200m自由形で1分46秒98で優勝。6月、世界選手権（ブダペスト）の200m自由形では1分46秒63の記録で予選12位で敗退。東京オリンピックに続き結果を残せなかったことから、通常取る1ヶ月のオフ期間を1週間に短縮し練習に臨んだ。9月、栃木国体の100m自由形で48秒63の記録で優勝。10月、日本短水路選手権の200m自由形では1分41秒67の日本新記録を出し優勝、100m自由形を46秒85で、400m自由形を3分40秒05で制した。11月、日本社会人選手権の100m自由形で49秒16、100mバタフライで51秒99を記録し優勝、400m自由形で2位に入った。この後約3週間、イギリスに渡り東京オリンピック200m自由形金メダリストのトム・ディーンのチームに参加し練習を行い、帰国後の12月、ジャパンオープンの100m自由形では48秒77で優勝、200m自由形では1分46秒44で優勝。同月、世界短水路選手権（メルボルン）では800mフリーリレーで日本新記録の6分52秒04を出すものの5位に終わり、個人競技でも結果を残せなかった。
2023年1月、北島康介杯の200m自由形で1分46秒35の記録で優勝。4月、日本選手権の200m自由形で1分44秒98の記録を出し6連覇、世界選手権代表に決まった。100m自由形では日本新記録となる47秒85を記録し、この種目でも世界選手権代表に内定した。100mバタフライでも50秒96の記録で3年ぶり2度目の優勝を果たした。5月、欧州グランプリのカネ・バルセロナ・モナコの各大会の200m自由形で優勝した。欧州グランプリ後はフランス・アミアンで五輪直前合宿を行った。6月、東京都選手権の100mバタフライで51秒62の記録で優勝、特別企画の400mリレーの第一泳者として出場した。7月、世界選手権（福岡）の200m自由形では準決勝で1分45秒97でオーストリアのフェリックス・アウボックと同着となり、スイムオフに臨むも敗れた。100mバタフライでは決勝に進み、51秒20のタイムで6位だった。9月、アジア大会（杭州）の100mバタフライで51秒13で国際大会初となる金メダルを獲得するも、200m自由形は6位に終わった。400mメドレーリレーでは3泳を泳ぎ、3分32秒52で銅メダルを獲得した。800mフリーリレーではアンカーを務め、銅メダルを獲得した。その他、4×100mフリーリレーで銅メダルを獲得、100m自由形で5位入賞した。10月、日本短水路選手権の200m自由形を1分42秒50で、50m自由形を21秒26で泳ぎそれぞれ優勝した。
2024年パリオリンピック競泳男子200メートル自由形では決勝に進出し、1分46秒26のタイムで8位となった。また、男子800メートルリレーの決勝では第2泳者を務め（第1泳者が村佐達也、第3泳者が眞野秀成、第4泳者が柳本幸之介）、7分7秒48のタイムで7位だった。男子100メートルバタフライでは準決勝まで進み、51秒69のタイムで全体の15位となり決勝には進出できなかった。男子400メートルメドレーリレー予選では第4泳者を務め（第1泳者が松山陸、第2泳者が谷口卓、第3泳者が水沼尚輝）、3分34秒84のタイムで全体の14位となり決勝進出を逃した。
2024年11月5日、自身のInstagramを通じて、寺村美穂と結婚したことを発表。

## 人物
愛称の「カツオ」は小学生の頃からのものであり、両親からもこの愛称で呼ばれている。自身でも試合後に愛称にちなんだコメントをたびたび残している。銀メダルを獲得した2019年の世界選手権後には、水産会社から本物のカツオが贈られた。2019年11月の日本社会人選手権水泳競技大会では場内アナウンスで名前を「カツオ」と呼び間違えられる事件も起こった。母親は名前の由来について、「己に克つ」という意味で「克」の字を選んでおり、「カツオ」と呼ばれることは想定していなかったと明かしている。

## 主な実績
| 年   | 大会                                       | 種目                   | 結果       | 記録    | 備考・出典                                                  |
| ---- | ------------------------------------------ | ---------------------- | ---------- | ------- | ----------------------------------------------------------- |
| 2013 | インターハイ                               | 100m自由形             | 3位        | 50.79   | [ 90 ]                                                      |
| 2013 | インターハイ                               | 200m自由形             | 4位        | 1:51.32 | [ 91 ]                                                      |
| 2014 | 春季ジュニアオリンピックカップ             | 200m自由形             | 1位        | 1:46.57 | [ 92 ]                                                      |
| 2014 | 春季ジュニアオリンピックカップ             | 50m自由形              | 4位        | 22.71   |                                                             |
| 2014 | 春季ジュニアオリンピックカップ             | 100m自由形             | 2位        | 49.17   |                                                             |
| 2014 | インターハイ                               | 100m自由形             | 1位        | 50.27   | [ 93 ]                                                      |
| 2014 | インターハイ                               | 200m自由形             | 1位        | 1:48.77 | [ 94 ]                                                      |
| 2014 | ジュニアパンパシフィック選手権             | 200m自由形             | 3位        | 1:49.90 | [ 95 ]                                                      |
| 2014 | ジュニアパンパシフィック選手権             | 100m自由形             | 6位        | 50.83   |                                                             |
| 2014 | ジュニアパンパシフィック選手権             | 50m自由形              | 6位        | 23.21   |                                                             |
| 2014 | ジュニアパンパシフィック選手権             | 400mメドレーリレー     | 2位        | 3:42.78 | 泳順:溝畑樹蘭―武良竜也―矢島優也―松元                        |
| 2014 | ジュニアパンパシフィック選手権             | 800mフリーリレー       | 2位        | 7:23.45 | 泳順:松元―田中航希―溝畑樹蘭―吉田冬優                        |
| 2014 | 国体                                       | 100m自由形             | 1位        | 50.24   |                                                             |
| 2014 | 国体                                       | 50m自由形              | 1位        | 23.04   |                                                             |
| 2015 | 日本選手権                                 | 200m自由形             | 8位        | 1:50.63 | [ 97 ]                                                      |
| 2015 | ユニバーシアード                           | 800mフリーリレー       | 3位        | 7:13.12 | 泳順:松元―小松巧―江原騎士―坂田怜央                          |
| 2015 | インカレ                                   | 200m自由形             | 8位        | 1:51.54 | [ 100 ]                                                     |
| 2016 | 日本選手権                                 | 200m自由形             | 7位        | 1:48.45 | [ 101 ]                                                     |
| 2016 | インカレ                                   | 200m自由形             | 2位        | 1:47.98 | [ 102 ]                                                     |
| 2016 | インカレ                                   | 100m自由形             | 2位        | 49.84   | [ 103 ]                                                     |
| 2016 | アジア水泳選手権                           | 200m自由形             | 3位        | 1:47.87 | [ 104 ]                                                     |
| 2016 | アジア水泳選手権                           | 800mフリーリレー       | 1位        | 7:13.14 | 泳順:松元―天井翼―瀬戸大也―吉田冬優                          |
| 2016 | アジア水泳選手権                           | 400mフリーリレー       | 2位        | 3:17.25 | 泳順:中村克―古賀淳也―松元―天井翼                            |
| 2016 | 世界短水路選手権                           | 800mフリーリレー       | 3位        | 6:53.54 | 泳順:小堀勇氣―瀬戸大也―天井翼―松元                          |
| 2017 | 日本選手権                                 | 100m自由形             | 3位        | 49.02   | [ 107 ] [ 108 ]                                             |
| 2017 | 日本選手権                                 | 200m自由形             | 3位        | 1:47.59 | [ 109 ]                                                     |
| 2017 | 世界選手権                                 | 400mフリーリレー       | 5位        | 3:13.65 | 泳順:中村克―塩浦慎理―松元―古賀淳也                          |
| 2017 | 世界選手権                                 | 200m自由形             | 予選27位   | 1:47.92 |                                                             |
| 2017 | 世界選手権                                 | 800mフリーリレー       | 5位        | 7:07.68 | 泳順:萩野公介―江原騎士―天井翼―松元                          |
| 2017 | 世界選手権                                 | 400m混合フリーリレー   | 4位        | 3:24.78 | 泳順:松元―中村克―池江璃花子―五十嵐千尋                      |
| 2017 | ユニバーシアード                           | 400mフリーリレー       | 4位        | 3:16.43 | 泳順:中村克―松元―坂田怜央―小堀勇氣                          |
| 2017 | ユニバーシアード                           | 200m自由形             | 予選19位   | 1:50.71 | [ 113 ]                                                     |
| 2017 | ユニバーシアード                           | 100m自由形             | 準決勝12位 | 49.73   |                                                             |
| 2017 | ユニバーシアード                           | 800mフリーリレー       | 1位        | 7:08.45 | 泳順:松元―坂田怜央―小堀勇氣―萩野公介                        |
| 2017 | ユニバーシアード                           | 400mメドレーリレー     | 予選8位    | 3:39.22 | 泳順:宇野柊平―武良竜也―幌村尚―松元、決勝は松元は出場せず3位 |
| 2017 | インカレ                                   | 100m自由形             | 2位        | 49.43   | [ 116 ]                                                     |
| 2017 | インカレ                                   | 200m自由形             | 1位        | 1:47.56 | [ 117 ]                                                     |
| 2017 | インカレ                                   | 800mフリーリレー       | 1位        | 7:15.39 | 泳順:松元―溝畑樹蘭―内田航―吉田冬優                          |
| 2018 | 日本選手権                                 | 200m自由形             | 1位        | 1:45.93 | [ 118 ]                                                     |
| 2018 | 日本選手権                                 | 100m自由形             | 3位        | 48.81   | [ 119 ]                                                     |
| 2018 | パンパシフィック水泳選手権                 | 200m自由形             | 3位        | 1:45.92 | [ 120 ]                                                     |
| 2018 | パンパシフィック水泳選手権                 | 800mフリーリレー       | 3位        | 7:08.07 | 泳順:江原騎士―坂田怜央―小堀勇氣―松元                        |
| 2018 | パンパシフィック水泳選手権                 | 400mフリーリレー       | 3位        | 3:12.54 | 泳順:中村克―塩浦慎理―松元―溝畑樹蘭                          |
| 2018 | アジア大会                                 | 200m自由形             | 2位        | 1:46.50 | [ 123 ] [ 124 ]                                             |
| 2018 | アジア大会                                 | 800mフリーリレー       | 1位        | 7:05.17 | 泳順:江原騎士―坂田怜央―萩野公介―松元                        |
| 2018 | アジア大会                                 | 400mフリーリレー       | 1位        | 3:12.68 | 泳順:塩浦慎理―松元―中村克―溝畑樹蘭                          |
| 2018 | インカレ                                   | 200m自由形             | 1位        | 1:46.93 | [ 125 ]                                                     |
| 2018 | インカレ                                   | 100m自由形             | 1位        | 49.11   | [ 126 ]                                                     |
| 2018 | 国体                                       | 100m自由形             | 1位        | 49.22   |                                                             |
| 2018 | 国体                                       | 200mフリーリレー       | 1位        | 1:30.15 | 泳順:山元啓照―髙桑健―川﨑駿―松元                            |
| 2019 | 日本選手権                                 | 200m自由形             | 1位        | 1:45.63 | [ 127 ]                                                     |
| 2019 | 日本選手権                                 | 100m自由形             | 3位        | 48.71   | [ 128 ]                                                     |
| 2019 | ジャパンオープン                           | 100m自由形             | 1位        | 48.52   | [ 129 ]                                                     |
| 2019 | ジャパンオープン                           | 200m自由形             | 1位        | 1:46.62 | [ 130 ]                                                     |
| 2019 | ジャパンオープン                           | 400m自由形             | 2位        | 3:50.92 | [ 131 ]                                                     |
| 2019 | ジャパンオープン                           | 800m自由形             | 3位        | 7:59.22 | [ 132 ]                                                     |
| 2019 | 世界選手権                                 | 200m自由形             | 2位        | 1:45.22 | 日本新記録                                                  |
| 2019 | FINA競泳ワールドカップ                     | 200m自由形             | 4位        | 1:47.95 |                                                             |
| 2019 | 日本短水路選手権                           | 200m自由形             | 1位        | 1:42.41 | 短水路日本新記録                                            |
| 2020 | 競泳・千葉県新年フェスティバル水泳競技大会 | 400m自由形             | 1位        | 3:38.01 | 短水路日本新記録                                            |
| 2020 | 北島康介杯                                 | 200m自由形             | 1位        | 1:45.82 |                                                             |
| 2020 | 日本短水路選手権                           | 200m自由形             | 1位        | 1:42.10 | 短水路日本新記録                                            |
| 2020 | 日本短水路選手権                           | 100m自由形             | 1位        | 46.94   |                                                             |
| 2020 | 日本選手権                                 | 200m自由形             | 1位        | 1:46.10 |                                                             |
| 2020 | 日本選手権                                 | 400m自由形             | 1位        | 3:49.52 |                                                             |
| 2020 | 日本選手権                                 | 100mバタフライ         | 1位        | 51.66   |                                                             |
| 2021 | 北島康介杯                                 | 200m自由形             | 1位        | 1:45.13 | 日本新記録                                                  |
| 2021 | 北島康介杯                                 | 100m自由形             | 1位        | 48.58   |                                                             |
| 2021 | ジャパンオープン(2020)                     | 200m自由形             | 1位        | 1:46.82 |                                                             |
| 2021 | 日本選手権                                 | 200m自由形             | 1位        | 1:44.65 | 日本新記録                                                  |
| 2021 | 日本選手権                                 | 100m自由形             | 2位        | 48.37   | [ 133 ]                                                     |
| 2021 | ジャパンオープン(2021)                     | 100m自由形             | 1位        | 48.47   |                                                             |
| 2021 | ジャパンオープン(2021)                     | 200m自由形             | 1位        | 1:46.17 |                                                             |
| 2021 | オリンピック                               | 200m自由形             | 予選17位   | 1:46.69 |                                                             |
| 2021 | オリンピック                               | 800mフリーリレー       | 予選12位   | 7:09.53 | 泳順:柳本幸之介―松元―萩野公介―高橋航太郎                    |
| 2021 | オリンピック                               | 400m混合メドレーリレー | 予選9位    | 3:44.15 | 泳順:小西杏奈―佐藤翔馬―松元―池江璃花子                      |
| 2021 | 日本短水路選手権                           | 200m自由形             | 1位        | 1:42.33 |                                                             |
| 2021 | 日本社会人選手権                           | 200m自由形             | 1位        | 1:47.55 |                                                             |
| 2022 | 国際大会日本代表選考会                     | 100m自由形             | 1位        | 48.57   |                                                             |
| 2022 | 国際大会日本代表選考会                     | 200m自由形             | 1位        | 1:46.14 |                                                             |
| 2022 | 国際大会日本代表選考会                     | 100mバタフライ         | 2位        | 51.18   |                                                             |
| 2022 | 日本選手権                                 | 200m自由形             | 1位        | 1:46.98 |                                                             |
| 2022 | 世界選手権                                 | 200m自由形             | 準決勝12位 | 1:46.63 |                                                             |
| 2022 | 世界選手権                                 | 100m自由形             | 予選23位   | 48.83   |                                                             |
| 2022 | 世界選手権                                 | 100mバタフライ         | 準決勝13位 | 51.57   |                                                             |
| 2022 | 国体                                       | 100m自由形             | 1位        | 48.63   |                                                             |
| 2022 | 日本短水路選手権                           | 200m自由形             | 1位        | 1:41.67 | 短水路日本新記録                                            |
| 2022 | 日本社会人選手権                           | 200m自由形             | 1位        | 1:45.88 |                                                             |
| 2022 | 日本社会人選手権                           | 100m自由形             | 1位        | 49.16   |                                                             |
| 2022 | 日本社会人選手権                           | 400m自由形             | 2位        | 3:52.48 |                                                             |
| 2022 | ジャパンオープン                           | 100m自由形             | 1位        | 48.77   |                                                             |
| 2022 | ジャパンオープン                           | 200m自由形             | 1位        | 1:46.44 |                                                             |
| 2023 | 北島康介杯                                 | 200m自由形             | 1位        | 1:46.35 |                                                             |
| 2023 | 日本選手権                                 | 200m自由形             | 1位        | 1:44.98 |                                                             |
| 2023 | 日本選手権                                 | 100m自由形             | 1位        | 47.85   | 日本新記録                                                  |
| 2023 | 日本選手権                                 | 100mバタフライ         | 1位        | 50.96   |                                                             |
| 2023 | 欧州グランプリ（カネ）                     | 200m自由形             | 1位        | 1:47.33 |                                                             |
| 2023 | 欧州グランプリ（バルセロナ）               | 200m自由形             | 1位        | 1:46.48 |                                                             |
| 2023 | 欧州グランプリ（バルセロナ）               | 100m自由形             | 2位        | 49.04   | [ 134 ]                                                     |
| 2023 | 欧州グランプリ（モナコ）                   | 200m自由形             | 1位        | 1:47.41 |                                                             |
| 2023 | 欧州グランプリ（モナコ）                   | 100mバタフライ         | 2位        | 51.40   |                                                             |
| 2023 | 東京都選手権                               | 100mバタフライ         | 1位        | 51.62   |                                                             |
| 2023 | 世界選手権                                 | 200m自由形             | 準決勝5位  | 1:45.97 | 同着、スイムオフで敗退                                      |
| 2023 | 世界選手権                                 | 100mバタフライ         | 6位        | 51.20   |                                                             |
| 2023 | アジア大会                                 | 100m自由形             | 5位        | 48.72   |                                                             |
| 2023 | アジア大会                                 | 800mフリーリレー       | 3位        | 7:06.29 |                                                             |
| 2023 | アジア大会                                 | 400mメドレーリレー     | 3位        | 3:32.52 |                                                             |
| 2023 | アジア大会                                 | 200m自由形             | 6位        | 1:48.95 | 泳順:入江陵介―日本雄也―松元―中村克                          |
| 2023 | アジア大会                                 | 100mバタフライ         | 1位        | 51.13   |                                                             |
| 2023 | アジア大会                                 | 400mフリーリレー       | 3位        | 3:14.26 |                                                             |
| 2023 | 日本短水路選手権                           | 200m自由形             | 1位        | 1:42.50 |                                                             |
| 2023 | 日本短水路選手権                           | 50m自由形              | 1位        | 21.26   |                                                             |